# Maestro de la Seo de Urgel (siglo XV)

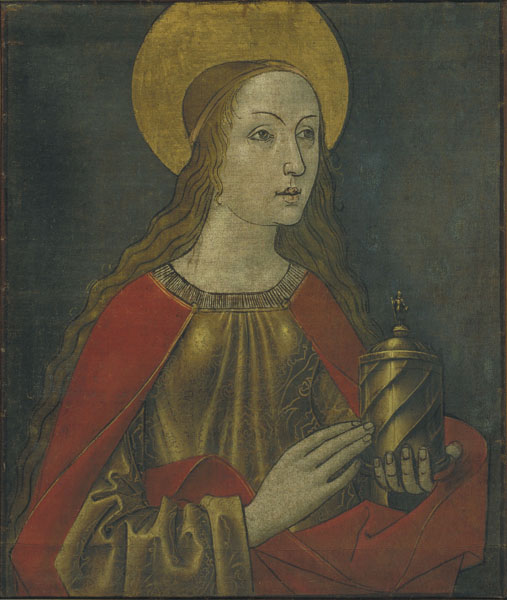
Tabla de santa Magdalena perteneciente a las puertas del órgano de la catedral de Santa María de Urgel (c.1495-1498). Conservadas en el MNAC

El Maestro de la Seo de Urgel fue un pintor de identidad actualmente desconocida, activo en Cataluña a finales del siglo XV.
Se le atribuyen un conjunto de telas de las puertas del órgano de la catedral de Santa María de Urgel donde se puede ver entre ellas la Presentación de Jesús en el Templo. Un retablo de San Jerónimo penitente de Puigcerdà, actualmente estas obras se encuentran en el Museo Nacional de Arte de Cataluña.
Sus trabajos se encuentran influenciados por corrientes de origen flamenco, debido a su minuciosidad, no normal en aquella época. También denotan cierta influencia italiana, gracias a las atmósferas y el naturalismo de sus obras.
Hay ciertas teorías, no corroboradas que dicen que se podría tratar de Rodrigo Valdevells, domiciliado en Barcelona en 1498 y pintor de la casa del obispo de Urgel Pedro Folch de Cardona o bien de Rodrigo de Bielsa, pintor de los bocetos del lado de la misma casa del obispo.